# Нададору
Нададору (порт. Nadadouro)  —  район (фрегезия) в Португалии,  входит в округ Лейрия. Является составной частью муниципалитета  Калдаш-да-Раинья. По старому административному делению входил в провинцию Эштремадура. Входит в экономико-статистический  субрегион Оэште, который входит в Центральный регион. Население составляет 1422 человека на 2001 год. Занимает площадь 9,22 км².